# Ruch naturalny
Ruch naturalny – kluczowe zjawiska demograficzne, do których należą małżeństwa, rozwody, separacje, urodzenia i zgony. W Polsce dane dotyczące zgonów, urodzeń i małżeństw gromadzone są w sposób ciągły przez urzędy stanu cywilnego, a dane dotyczące rozwodów i separacji pozyskiwane są do badań demograficznych z resortu sprawiedliwości.
Zdarzenia te powodują istotne zmiany w stanie liczebnym i strukturze ludności według płci, wieku i stanu cywilnego. Statystyki dowodzą, że istnieją silne wzajemne zależności między natężeniem poszczególnych elementów ruchu naturalnego a strukturą ludności według płci i wieku. Problem ten ze szczególną siłą uwidacznia się przy metodzie prognoz demograficznych. W demografii podstawowe znaczenie ma analiza urodzeń i zgonów. Zawieranie małżeństw oraz wiek nowożeńców z reguły rozpatrywane są z punktu widzenia potrzeb analizy urodzeń. W przypadku Polski niewielkie znaczenie mają również rozwody, których zarówno natężenie, jak liczba bezwzględna są stosunkowo małe, choć wykazują stałą tendencję wzrostu.